# 淡水日本警官宿舍
淡水日本警官宿舍，是位於臺灣新北市淡水區的住宅建築，於2007年12月28日登錄為新北市歷史建築。全園區由新北市立淡水古蹟博物館負責營運。

## 歷史
淡水郡於1920年設置，其中日本警官宿舍現存最早的土地登記情況是在日治大正三年（1914年）之間，後即為淡水郡役所警察課長宿舍使用，也是當時淡水地區唯一的高階警官宿舍。
第二次世界大戰結束後，日本警官宿舍由國民政府接收，成為臺北縣政府警察局淡水分局局長宿舍，曾在此居住居民則包括孫常武、何琦、金福海、張建勳、張一飛等人，最後由金福海之眷屬林美美等人居住。此期間，建築物本身因應住宿居民需求因素而進行小型增建、改建等，在在最後一組居民搬離之後，其居民家屬及地方文化團體等爭取，淡水日本警官宿舍於2007年12月28日經評鑑後登錄為歷史建築。然而由於預算編列、經費有限，最初建築物並未排入古蹟修復期程。
2013年、2015年間，淡水日本警官宿舍完成研究計畫和修復再利用計畫，2018年1月，淡水日本警官宿舍經公開招標後由新北市政府啟動修復工程，並在2019年12月17日由淡水古蹟博物館舉辦開儀式，正式開放民眾參觀。2021年，建築物曾遭到附近老建築剝落石頭砸中，導致結構輕微受損。

## 建築設計
淡水日本警官宿舍緊鄰淡水福佑宮、重建街及三層厝街，為典型日式宿舍建築，其建築物面積約為354平方公尺。其建築物具有典型「和洋折衷」建築樣式。正面建築部分設有雁行式氣窗為一大特色，同時也設有包括雨淋板、小舞壁、駁崁等建築基礎結構。
室內部分，警官宿舍設置有玄關、取次、座敷、寢所、茶之間等傳統和式住宅建築格局，特異點則為建築前端設有一洋式應接室，能夠遙望淡水河之景觀。後院部分設有一防空洞。當前　宿舍外觀仍保存完整的建築風貌，其內部也設有部分建築文物、結構保存等展示。

## 圖片

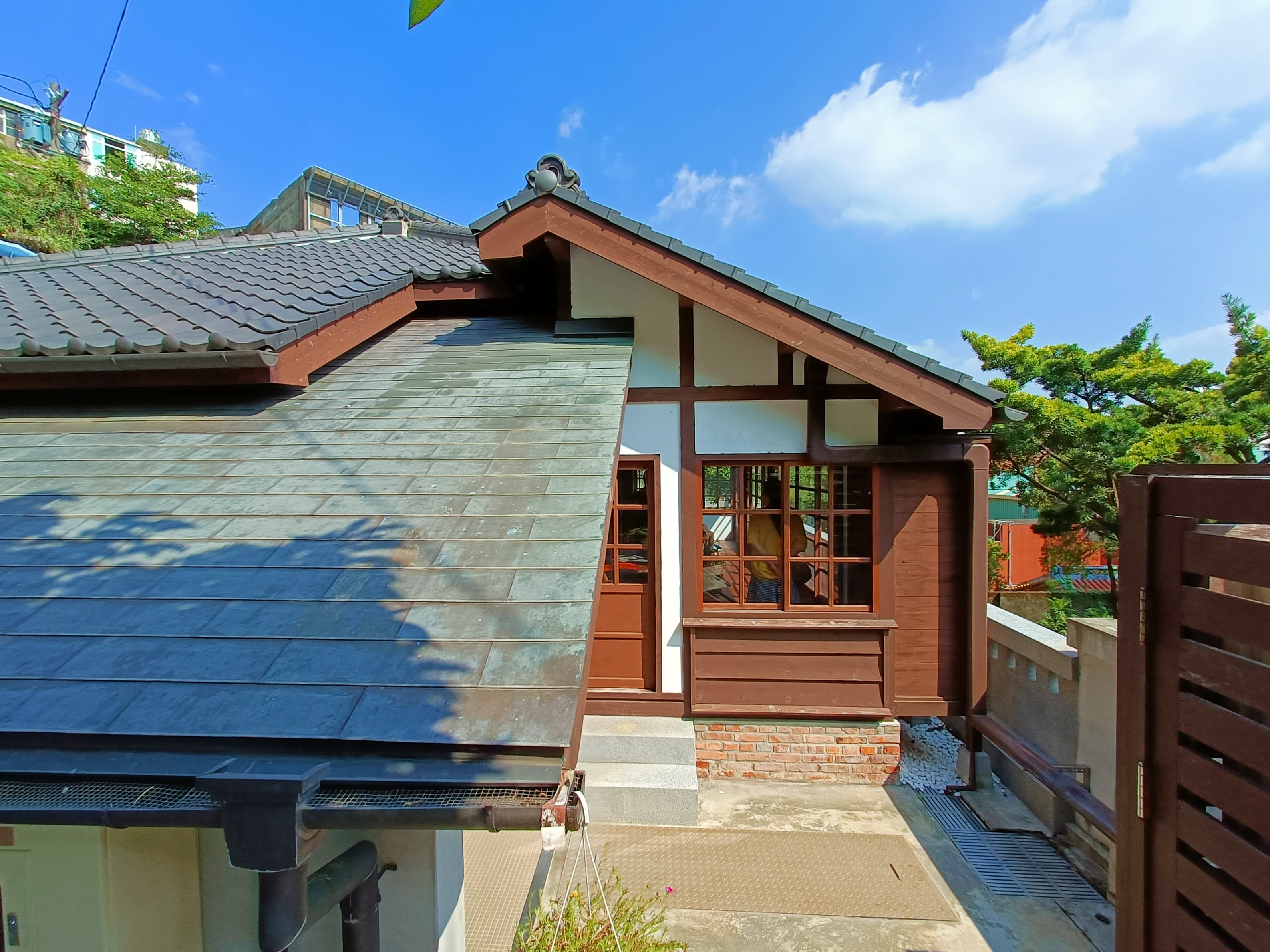
警官宿舍背面
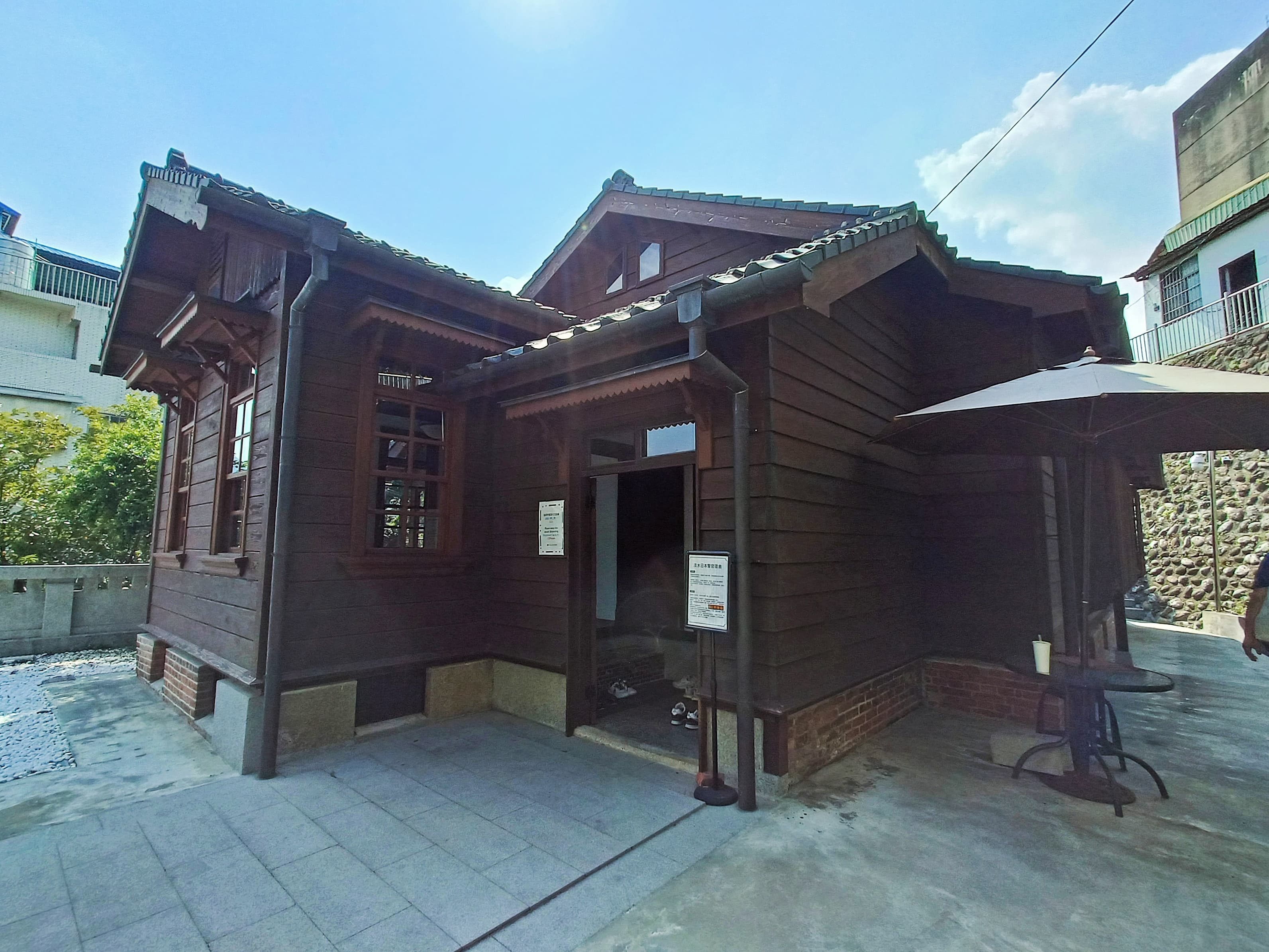
警官宿舍正門處
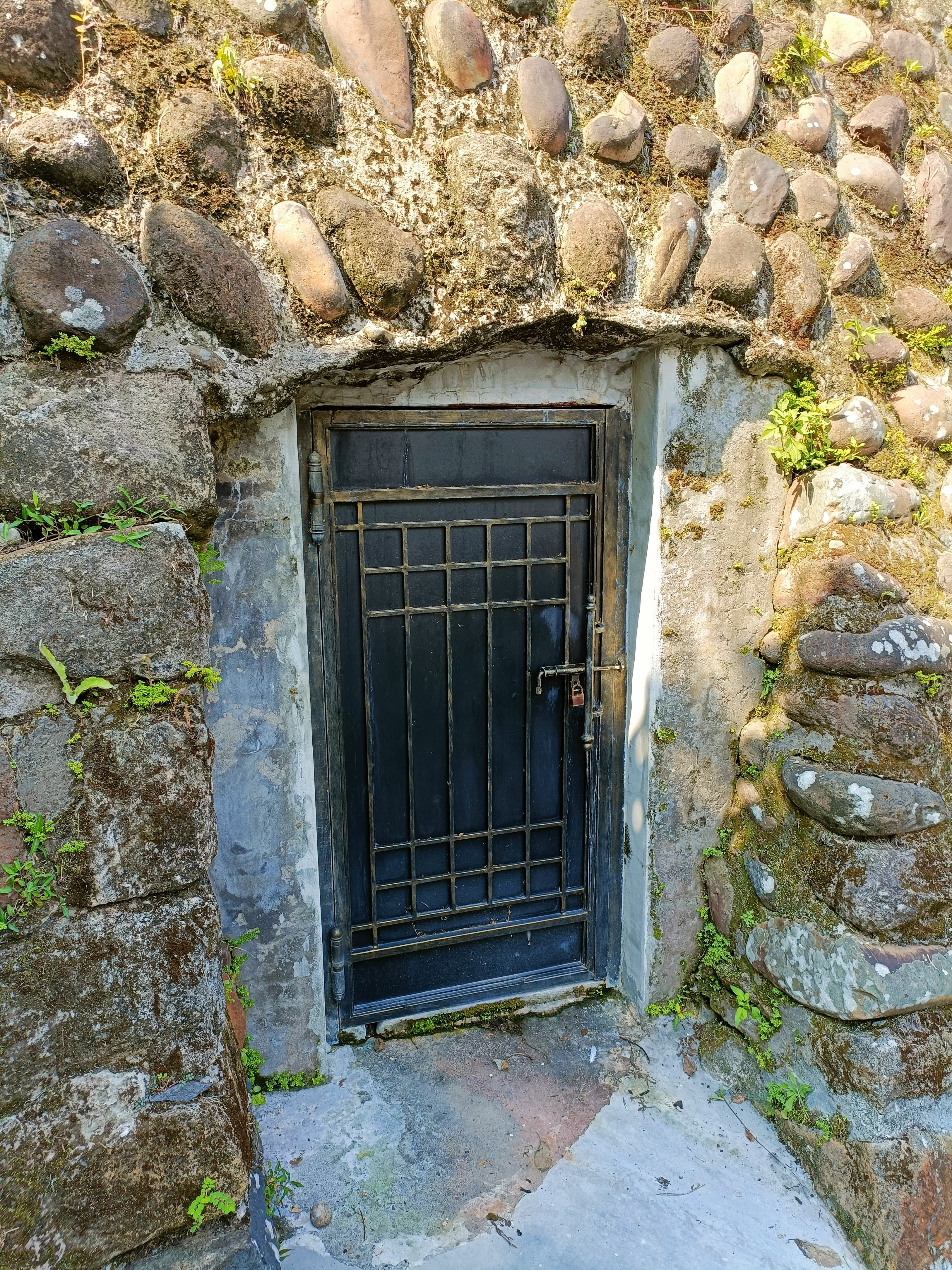
防空洞
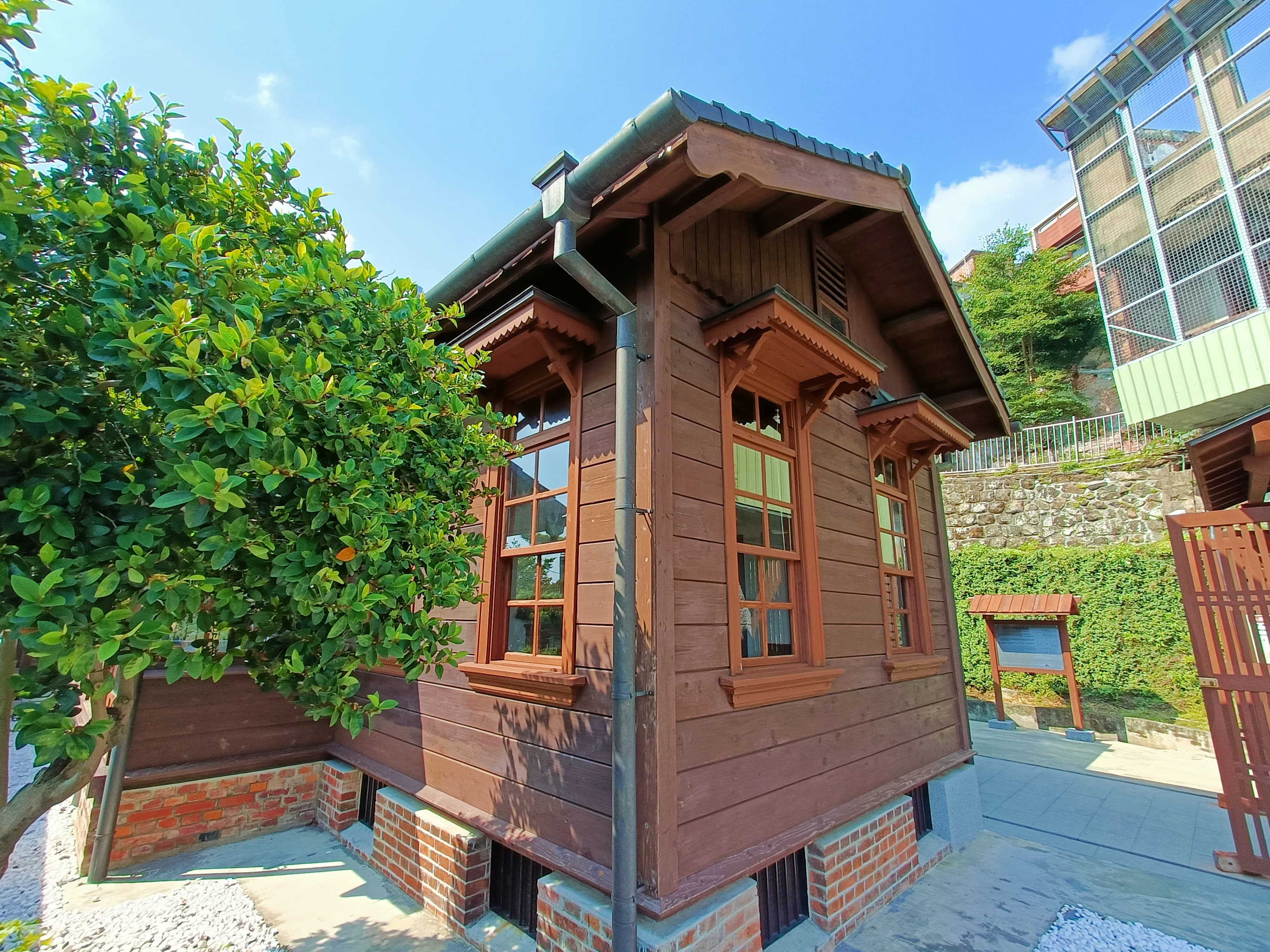
警官宿舍的洋式應接室外觀

## 外部連結
- 淡水日本警官宿舍-淡水古蹟博物館
- 淡水日本警官宿舍-淡水維基館